# 대구동덕초등학교
대구동덕초등학교는 대한민국 대구광역시 중구 삼덕동2가에 있는 공립 초등학교이다. 교목은 벽오동이고 교화는 목련이다.

## 역사
- 1956년 3월 29일 대구동덕국민학교 설립인가
- 1956년 4월 10일 개교(24학급 편성)
- 1982년 5월 3일 중부분교 설치(전 동부교육청자리)
- 1997년 10월 15일 현재의 새 교실로 이전
- 2003년 5월 14일 윤덕홍 부총리 겸 교육인적자원부 장관 모교 방문
- 2006년 4월 10일 개교 50주년 기념일
- 2006년 9월 1일 보육교실 개설
- 2007년 4월 2일 목련도서관 개관
- 2008년 3월 3일 입학식 52명 입학(병설유치원 18명 입학)
- 2009년 3월 2일 입학식 53명 입학(병설유치원 21명 입학)
- 2009년 9월 1일 제25대 최상만 교장 부임
- 2010년 4월 23일 중구청 시행 학교숲 조성 사업 완료
- 2010년 7월 10일 등하교 안심알리미 서비스 사업 실행
- 2010년 12월 10일 다목적실 설치
- 2010년 12월 15일 온실 설치
- 2011년 7월 11일 학교 펜스 설치
- 2011년 9월 20일 전교실 천정형 냉난방기 설치
- 2012년 3월 1일 제26대 김은희 교장 부임
- 2013년 2월 15일 제56회 졸업식 40명 졸업(병설유치원 19명 졸업)
- 2013년 3월 4일 입학식 39명 입학(병설유치원 23명 입학)
- 2017년 2월 10일 제18회 병설유치원 졸업식 (10명 졸업, 10명 수료)
- 2017년 2월 15일 제60회 졸업식(졸업생 26명, 총 15,258명)
- 2017년 3월 2일 입학식 50명 입학(병설유치원 15명)

## 참고 자료
- 대구동덕초등학교 - 한국교육학술정보원 학교알리미